# سارة برنس
سارة برنس (بالإنجليزية: Sarah Prince)‏ هي كاتبة يوميات وكاتِبة أمريكية، ولدت في 1728، وتوفيت في 1761.